# Beurré Hardy
Pour les articles homonymes, voir Beurré et Hardy.

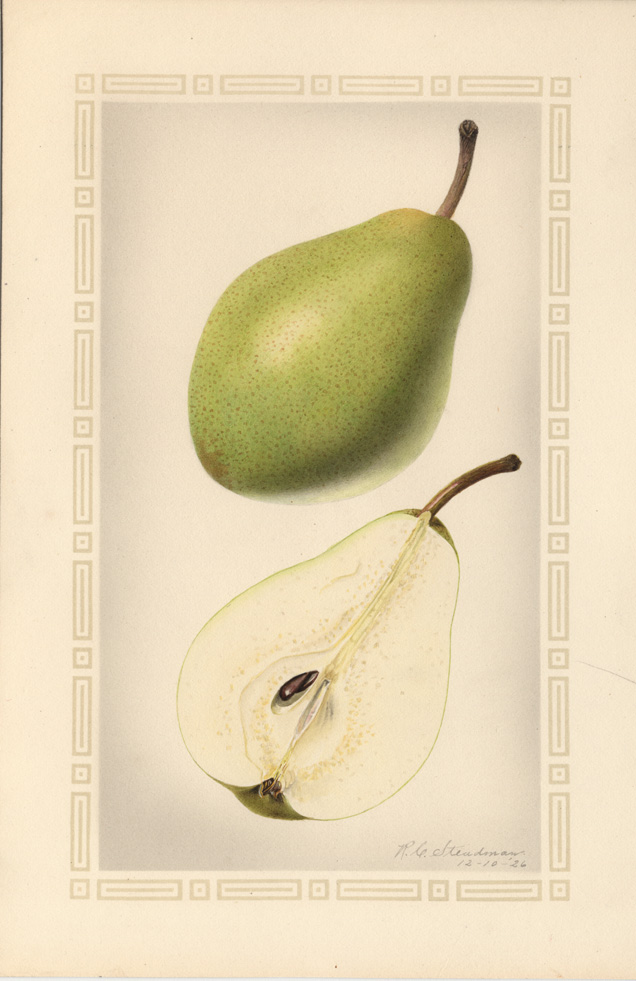
Aquarelle de Beurré Hardy.

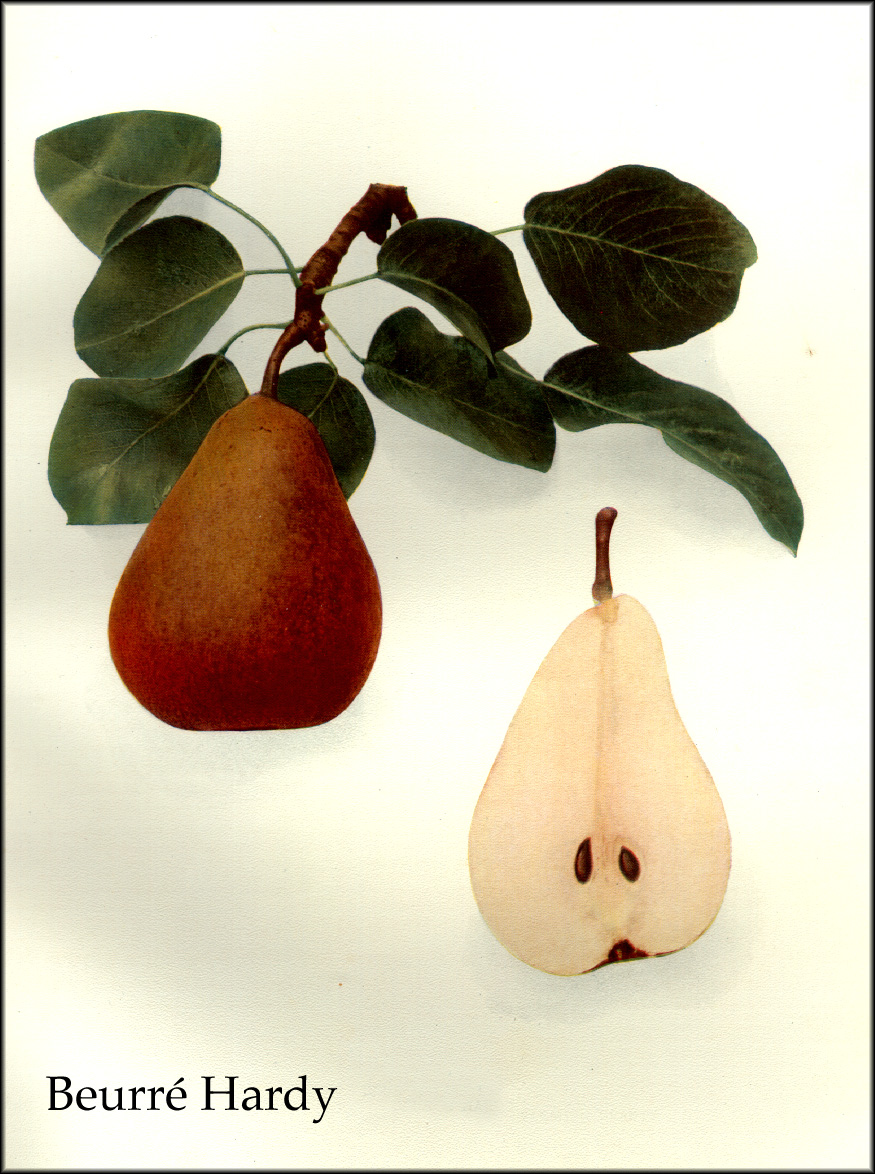
Autre représentation.

La Beurré Hardy est une variété de poire de table d'origine française, largement répandue.
En arboriculture fruitière, on utilise souvent cette variété comme intermédiaire de greffage.

## Synonymes
- 'Hardy',
- 'Gellert';
- 'Gellerts Butterbirne'[1] ;
- Poire Morgane[réf. nécessaire].

## Origine
Selon André Leroy, la variété serait issue d'un semis de M. Bonnet de Boulogne-sur-Mer, vers 1820.

## Arbre
Culture. L'arbre peut être greffé sur cognassier pour les petites formes ou sur franc pour la haute tige, cordon, espalier, pyramide. Les terres trop sèches, comme celles trop fortes, ne lui conviennent pas.
Planté dans une terre meuble, légère, fraîche et fertile, il est vigoureux et très fertile après quelques années de plantation.
On le cultive dans toutes les régions et à toutes les expositions ; on devra lui appliquer une taille normale.(?!) 
Variété peu sujette à la tavelure, elle fait l'objet d'un commerce important dans le nord de la France, il y aurait lieu de la répandre en culture intensive dans toutes les régions où elle donnerait d'excellents résultats.
C'est un fruit d'amateur, de commerce et d'industrie.

## Fruit

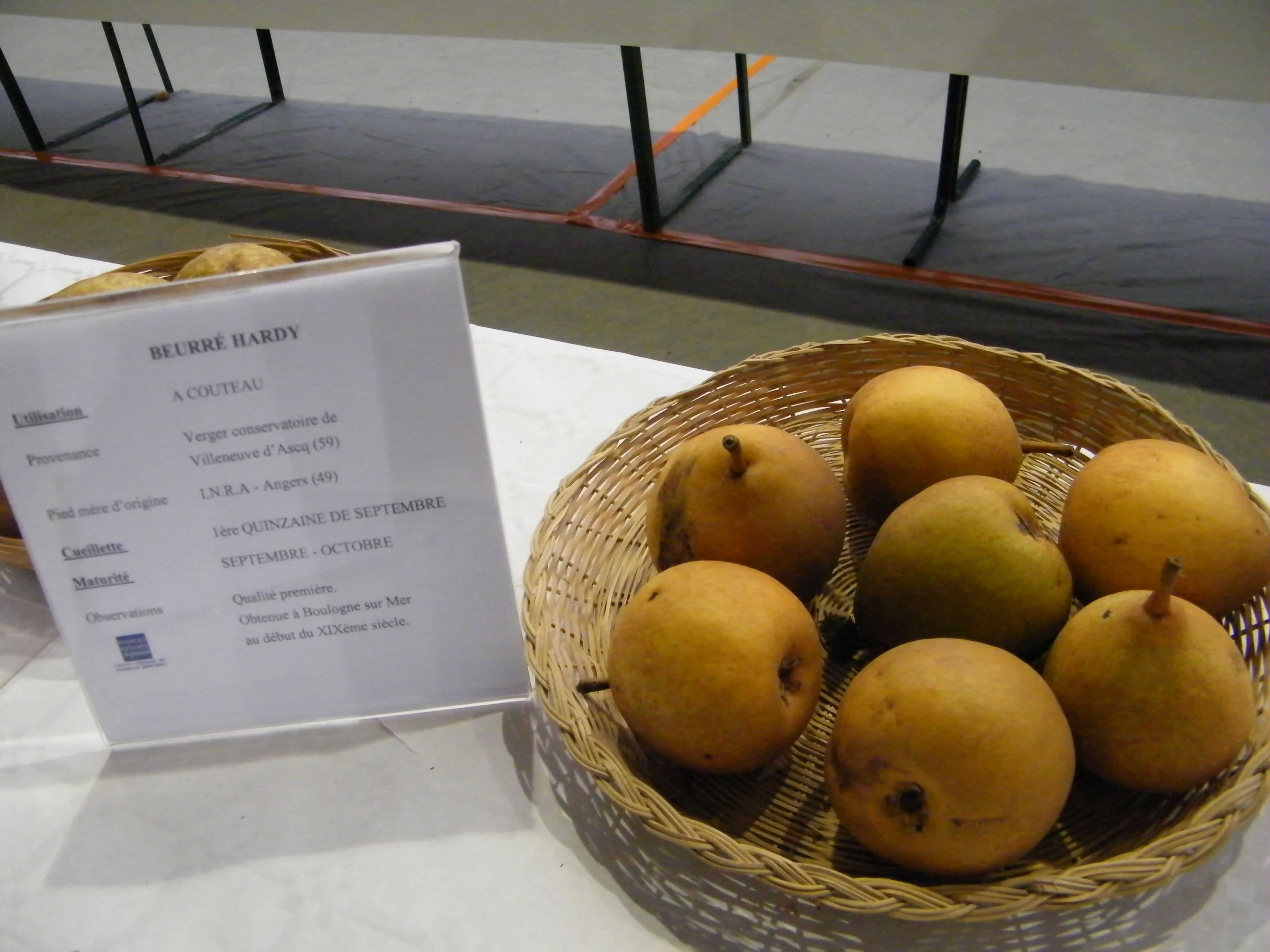
Fruits d'exposition.

Le fruit va de moyen à assez gros ; il est turbiné, obtus, tronqué à la base.
Son épiderme est assez rude, fin, jaune verdâtre, largement lavé de fauve bronzé, pointillé de brun, rarement lavé d'un peu de rouge brique.
Le pédicelle est de longueur moyenne, assez fort, renflé à son point d'attache, implanté obliquement dans une petite cavité.
L'œil est assez grand, ouvert, inséré dans une dépression large, peu profonde, plissée.
La chair est blanche, fine, fondante, un peu grenue autour des loges, bien juteuse, sucrée, acidulée et bien parfumée. .

Le fruit est de très bonne qualité. Il est recommandé de l'entre-cueillir.

### Date de récolte
Récoltée du 10 septembre au 20 septembre, en moyenne, c'est une des poires les plus précoces de nos vergers.

### Date de maturité
20 septembre au 25 octobre.